# Монастир Дзімоку
Монасти́р Дзімо́ку або Дзімо́ку-дзі́ (яп. 甚目寺, じもくじ, МФА: [d͡ʑimoku d͡ʑi], «монастир Хадаме») — буддистський монастир в Японії.  Належить секті Сінґон-Тісан.   Розташований за адресою: префектура Айті, місто Ама, квартал Дзімокудзі-Томон. Монастирський титул — гора Феніксів.  Заснований 597 року. Головною святинею монастиря є статуя бодгісаттви Каннон. До цінних пам'яток належать південні великі ворота (важлива культурна пам'ятка Японії).
. За переказом заснований пірнальником Хадаме но Тацумаро з Ісе, що знайшов у морі зображення бодгісаттви Каннон. Розквіт монастиря припав 13 століття.